# 祚建豹蛛
祚建豹蛛（学名：Pardosa zuojiani）为狼蛛科豹蛛属的动物。在中国大陆，分布于新疆等地。该物种的模式产地在新疆。